# كونستانس بيني
كونستانس بيني (بالإنجليزية: Constance Binney) (28 يونيو 1896 - 15 نوفمبر 1989) ممثلة مسرحية وسينمائية أمريكية .

## روابط خارجية
- كونستانس بيني على موقع IMDb (الإنجليزية)
- كونستانس بيني على موقع أول موفي (الإنجليزية)
- كونستانس بيني على موقع قاعدة بيانات برودواي على الإنترنت (الإنجليزية)
- كونستانس بيني على موقع قاعدة بيانات الفيلم (الإنجليزية)
- كونستانس بيني على موقع كينوبويسك (الروسية)
- passport portrait of Constance Binney
- portrait gallery (Univ. of Washington, Sayre)